# Røde Stjerne-ordenen
Røde Stjerne-ordenen (russisk: О́рден Кра́сной Звезды́), var en sovjetisk orden, der blev oprettet ved dekret fra Sovjetunionens Centrale Eksekutivkomite den 6. april 1930 . Statutten for ordenen blev fastsat af Præsidiet for eksekutivkomiteen ved beslutning af 5. maj 1930. Statutten er senere blevet ændret ved dekreter af 7. maj 1936, 19. juni 1943, 26. februar 1946, 15. oktober 1947 og 16. december 1947. Seneste ændring blev foretaget 28. marts 1980 af Præsidiet for Sovjetunionens Øverste Sovjet.

## Baggrund
Allerede under Den Russiske Borgerkrig i 1918 benyttede soldaterne omkring Moskva en femtakket rød stjerne som tegn på militære sejre og den alrussiske centrale eksekutivkomite havde beskrevet, at den røde stjerne kun måtte bæres af soldater i den Røde Hær. I 1925 begyndte man at overveje oprettelsen af nye ordener indenfor militæret udover Røde Fane-ordenen og i 1930 blev det samtidig besluttet, at oprette Røde Stjerne-ordenen og Leninordenen.
Designet til Røde Stjerne-ordenen blev på grund af forsinkelser først endeligt færdig og godkendt af Folkekommisæren for militær og flåde Kliment Vorosjilov den 11. april 1931. Designet var udført af kunstneren V.K. Kuprijanov (Billedhuggeren V.V. Golonetsky ændrede senere lidt på figuren af krigeren).

## Udseende
Ordenen er udformet som en ca. 5 cm bred femtakket sølvstjerne, hvor takkerne er rød emalje. Der er placeret et oxyderet skjold over stjernens centrum, med en figur af en kriger med gevær. Rundt om figuren ved skjoldets kant er skrevet ”Proletarer i alle lande, foren jer!” (russisk: «Пролетарии всех стран, соединяйтесь!» ) og nederst ”USSR” (russisk: «СССР»). Mellem de to nederste takker er i sølv placeret hammer og segl.

## Uddelingskriterier
Røde Stjerne-ordenen blev oprettet for både i krigstid og fredstid at belønne og give stor anerkendelse for indsatsen i forbindelse med forsvaret af USSR eller for sikringen af statens sikkerhed.
Røde Stjerne-ordenen kunne tildeles soldater i alle værn, grænse- og interne tropper, ansatte i USSR's statssikkerhedstjeneste samt privatpersoner og ledere ansat i institutioner for interne anliggender. Derudover kunne ordenen tildeles militære enheder, krigsskibe, formationer og foreninger, virksomheder, institutioner og organisationer. Røde Stjerne-ordenen kunne også tildeles udenlandsk militært personel.
Tildeling af ordenen gives for:
- personligt mod og tapperhed i slag, fremragende organisering og dygtigt lederskab af kamphandlinger, der bidrog til vores troppers succes;
- vellykkede militære operationer af militære enheder og formationer, hvorved fjenden blev påført betydelige skader;
- fortjeneste ved at sikre statens sikkerhed og USSR's statsgrænses ukrænkelighed;
- tapperhed og mod i forbindelse med udførelsen af en militær eller officiel pligt under forhold, der indebærer livsfare;
- eksemplarisk udførelse af særlige opgaver med kommando og andre bedrifter udført i fredstid;
- store resultater med at bevare troppernes høje kampberedskab, fremragende præstation i kamp og politisk træning, håndtering af nyt militært udstyr og anden fortjeneste ved styrkelse af USSR's forsvarskraft;
- fortjeneste i forbindelse med udvikling af militær videnskab og teknologi, uddannelse af de væbnede styrker i USSR;
- fortjeneste ved styrkelse af forsvarsevnen i den socialistiske stat.

Tildelingen af Røde Stjerne-ordenen skete efter fremlæggelse for henholdsvis USSR’s forsvarsministerium, USSR’s indenrigsministerium eller USSR’s Statssikkerheds Komite (KGB).
Røde Stjerne-ordenen bæres på højre side af brystet og i nærvær af andre ordrer fra USSR placeres den efter Den Store Fædrelandskrigs Orden af 2. grad.

## Modtagere
Den første modtager af ordenen var Vasilij Konstantinovitj Bljukher (7. maj 1930). Røde Stjerne-ordenen kunne modtages flere gange og der er mindst 4 personer, der har modtaget ordenen 6 gange.
Af modtagere kan nævnes:
- Anton Ackermann 1x
- Georgij Timofejevitj Beregovoj 2x
- Vasilij Konstantinovitj Bljukher 1x
- Jakov Iosifovitj Dzjugasjvili 1x
- Leonid Aleksandrovitj Govorov 1x
- Aleksandr Ilitj Rodimtjev 1x
- Pavel Osipovitj Sukhoj 1x
- Vasilij Ivanovitj Tjujkov 1x

Som eksempel på militære enheder, organisationer mv. kan nævnes:
- Aleksandrov Ensemblet
- 89. Riffeldivision